# Jae Head
Jae Head (Hamlin, 27 dicembre 1996) è un attore statunitense.

## Biografia
Jae è nato ad Hamlin nel Texas. Figlio di Jo e Jeffrey Head
Ha debuttato nel 2005 prendendo parte ad alcuni episodi delle serie televisive How I Met Your Mother, MADtv e Friday Night Lights.
È conosciuto soprattutto per aver interpretato il ruolo di Aaron nel film Hancock al fianco di Will Smith, Charlize Theron e Jason Bateman, e per aver interpretato il personaggio di Sean Junior (S.J.) Tuohy, il figlio di Sandra Bullock e Tim McGraw nel film The Blind Side,il suo primo ruolo cinematografico da protagonista, tratto dalla vera storia del giocatore di football americano Michael Oher.

## Filmografia parziale

### Cinema
- Hancock, regia di Peter Berg (2008)
- The Blind Side, regia di John Lee Hancock (2009)
- Robosapien: Rebooted, regia di Sean McNamara (2012)
- Bravetown, regia di Daniel Duran (2015)

### Televisione
- How I Met Your Mother – serie TV, episodio 1x02 (2005)
- MADtv – serie TV (2006)
- Friday Night Lights – serie TV, 5 episodi (2007)
- Law & Order - Unità vittime speciali – serie TV, episodio 10x01 (2008)

## Riconoscimenti
| Anno | Evento                                    | Award                | Categoria                                                   | Lavoro         | Risultato       |
| ---- | ----------------------------------------- | -------------------- | ----------------------------------------------------------- | -------------- | --------------- |
| 2009 | Phoenix Film Critics Society Awards       | PFCS Award           | Best Performance by a Youth - Male                          | The Blind Side | Vincitore/trice |
| 2010 | Young Artist Awards                       | Young Artist Award   | Best Performance in a Feature Film - Supporting Young Actor | The Blind Side | Candidato/a     |
| 2010 | Broadcast Film Critics Association Awards | Critics Choice Award | Best Young Actor/Actress                                    | The Blind Side | Candidato/a     |

## Doppiatori italiani
Nelle versioni in italiano delle opere in cui ha recitato, Jae Head è stato doppiato da:
- Leonardo Caneva in The Blind Side
- Alex Polidori in Hancock

Da doppiatore, è stato sostituito da:
- Veronica Cuscusa in Cody il mio amico robot